# Предњи Витоњ
Предњи Витоњ (чеш. Přední Výtoň) је насељено мјесто са административним статусом сеоске општине (чеш. obec) у округу Чешки Крумлов, у Јужночешком крају, Чешка Република.

## Становништво
Према подацима о броју становника из 2014. године насеље је имало 216 становника.